# Ataques palestinos con cohetes contra Israel

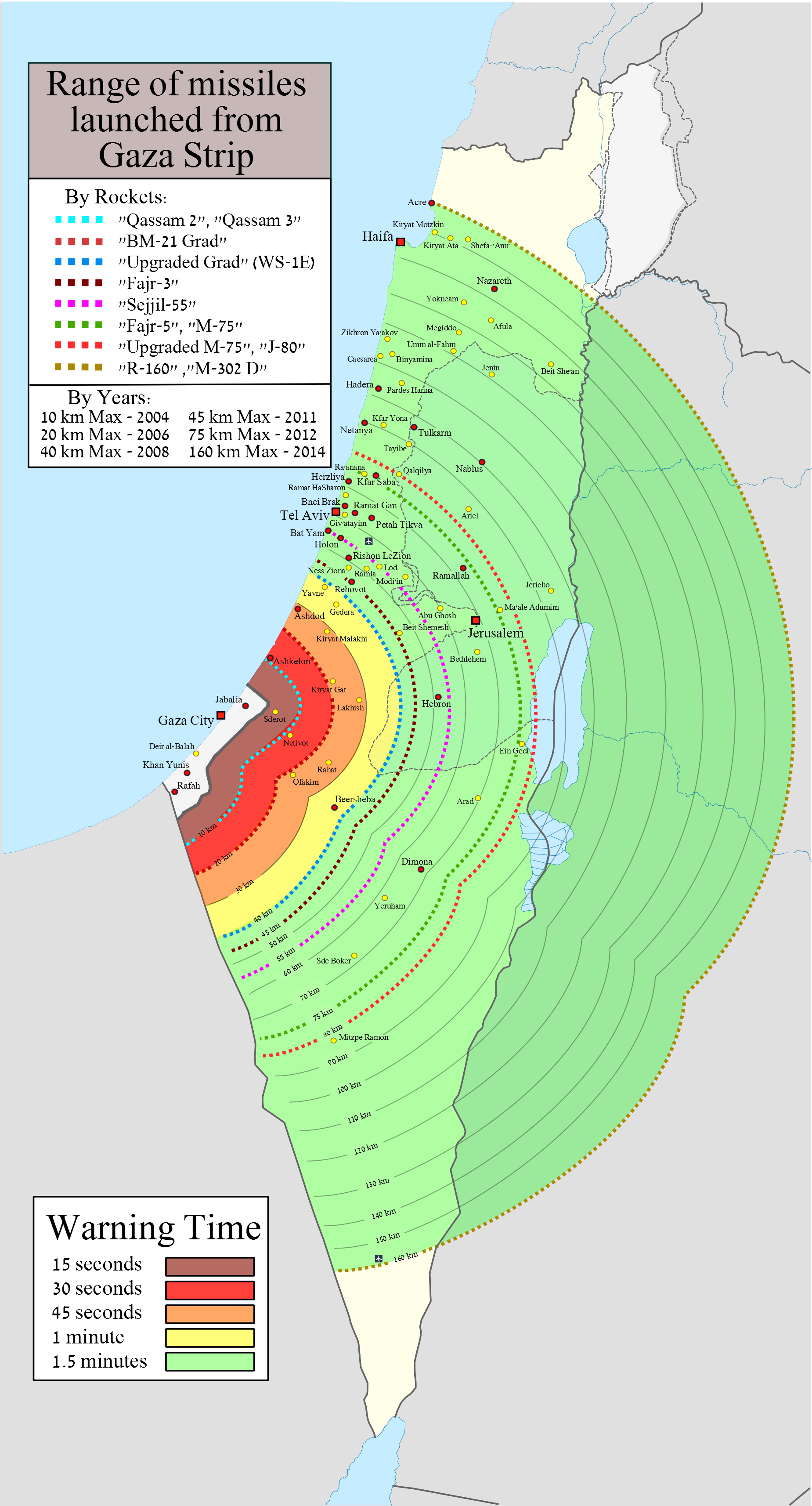
Alcance de los misiles lanzados desde la Franja de Gaza (10-160 km).

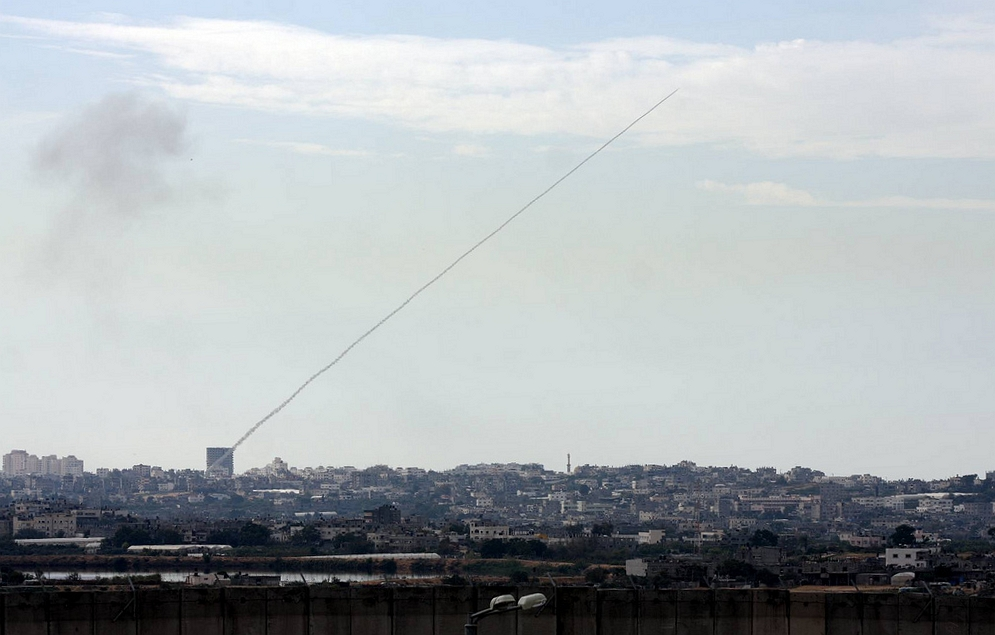
Un cohete disparado desde la Franja de Gaza hacia Israel, año 2008.

Desde 2001, militantes palestinos han lanzado decenas de miles de ataques con cohetes y morteros contra Israel desde la Franja de Gaza como parte del continuo conflicto árabe-israelí. Los ataques, ampliamente condenados por estar dirigidos contra civiles, han sido descritos como terrorismo por las Naciones Unidas, la Unión Europea y funcionarios israelíes, y los grupos de derechos humanos Amnistía Internacional y Human Rights Watch los definen como crímenes de guerra. La comunidad internacional considera que los ataques indiscriminados contra objetivos civiles son ilegales según el derecho internacional. Los militantes palestinos dicen que los ataques con cohetes son una respuesta al bloqueo de la Franja de Gaza, pero la Autoridad Palestina los ha condenado y dice que los ataques con cohetes socavan la paz.
De 2004 a 2014, estos ataques mataron a 27 civiles israelíes, 5 extranjeros, 5 soldados de las FDI y al menos 11 palestinos e hirieron a más de 1.900 personas. Su principal efecto es la creación de un trauma psicológico generalizado y la alteración de la vida diaria entre la población israelí. Estudios médicos en Sederot, la ciudad israelí más cercana a la Franja de Gaza, han documentado una incidencia de trastorno de estrés postraumático entre niños pequeños de casi el 50%, así como altas tasas de depresión y abortos espontáneos. Una encuesta de opinión pública realizada en marzo de 2013 encontró que la mayoría de los palestinos no apoyan el lanzamiento de cohetes contra Israel desde la Franja de Gaza, y solo el 38% está a favor de su uso. Otra encuesta realizada en septiembre de 2014 encontró que el 80% de los palestinos apoyan disparar cohetes contra Israel, si no permite el acceso irrestricto a Gaza. Estos ataques con cohetes han provocado cancelaciones de vuelos en el aeropuerto Ben Gurion.
Las armas, a menudo denominadas genéricamente Qassams, eran inicialmente toscas y de corto alcance y afectaban principalmente a Sederot y otras comunidades fronterizas con la Franja de Gaza. En 2006, comenzaron a desplegarse cohetes más sofisticados, que alcanzaron la ciudad costera más grande de Ascalón, y a principios de 2009, las principales ciudades de Asdod y Beerseba habían sido alcanzadas por cohetes Katiusha, WS-1B y Grad. En 2012, Jerusalén y el centro comercial de Israel, Tel Aviv, fueron atacados con cohetes "M-75" y Fajr-5 iraníes de fabricación local, respectivamente, y en julio de 2014, la ciudad norteña de Haifa fue atacada por primera vez. Algunos proyectiles han contenido fósforo blanco que se dice es reciclado de municiones sin detonar utilizadas por Israel en el bombardeo de Gaza.
Todos los grupos armados palestinos han llevado a cabo ataques y, antes de la Guerra de Gaza de 2008-2009, contaban con el apoyo constante de la mayoría de los palestinos, aunque los objetivos declarados han sido variados.
Las defensas israelíes construidas específicamente para hacer frente a las armas incluyen fortificaciones para escuelas y paradas de autobús, así como un sistema de alarma llamado Color Rojo. La Cúpula de Hierro, un sistema para interceptar cohetes de corto alcance, fue desarrollado por Israel y desplegado por primera vez en la primavera de 2011 para proteger Asdod y Beerseba, pero funcionarios y expertos advirtieron que no sería completamente efectivo. Poco después, interceptó por primera vez un cohete palestino Grad.
En el ciclo de violencia, los ataques con cohetes se alternan con acciones militares israelíes de represalia. Desde el estallido de la Segunda Intifada (30 de septiembre de 2000) hasta marzo de 2013, se dispararon 8.749 cohetes y 5.047 granadas de mortero contra Israel, mientras que Israel ha llevado a cabo varias operaciones militares en la Franja de Gaza, entre ellas la Operación Arcoíris (2004), Operación Días de Penitencia (2004), Operación Lluvia de Verano (2006), Operación Nubes de Otoño (2006), Operación Invierno Caliente (2008), Operación Plomo Fundido (2009), Operación Pilar Defensivo (2012), Operación Margen Protector (2014), y Operación Guardián de los Muros (2021).